# Pleopsidium
Pleopsidium Körb. (cytrynik) – rodzaj grzybów z rodziny Acarosporaceae. Ze względu na współżycie z glonami zaliczany jest do grupy  porostów.

## Systematyka i nazewnictwo
Pozycja w klasyfikacji według Index Fungorum: Acarosporaceae, Acarosporales, Acarosporomycetidae, Lecanoromycetes, Pezizomycotina, Ascomycota, Fungi.
Synonimy nazwy naukowej: Acarosporomyces Cif. & Tomas., Biatorellopsis C.W. Dodge, Gussonea Tornab:
Nazwa polska według opracowania W. Fałtynowicza.

## Gatunki
- Pleopsidium chlorophanum (Wahlenb.) Zopf 1895 – cytrynik żółty
- Pleopsidium flavum (Trevis.) Körb. 1855[4] – cytrynik jaskrawy
- Pleopsidium stenosporum (Stizenb. ex Hasse) K. Knudsen 2011

Nazwy naukowe na podstawie Index Fungorum. Nazwy polskie według checklist Fałtynowicza.